# Edmond Abouly
Edmond Bernard Antoine Abouly (Tolosa de Llenguadoc, 28 de febrer 1886 - La Buga, 15 d'octubre 1968) fou un locutor de ràdio francès, conegut per ser el primer locutor masculí de Ràdio Andorra.

## Biografia
Edmond Abouly va néixer a Tolosa, on va passar, també, la seva infància i adolescència. L'any 1904, amb 18 anys, va entrar a l'exèrcit, on va començar la seva carrera militar i on va obtenir el diploma de mestre d'armes.
Va combatre amb les tropes franceses durant la Primera Guerra Mundial. Després del Tractat de Versalles, l'any 1918, va participar en l'ocupació de Renània, i s'hi va quedar a viure fins a principis dels anys trenta. En aquella època va residir a Stuttgart i a Estrasburg.
L'any 1932, Abouly va tornar a Tolosa. Allí va entrar a treballar com a locutor a Radio Toulouse, emissora propietat de l'empresari Jacques Trémoulet.

### Ràdio Andorra
El 7 d'agost de 1939 es va inaugurar Ràdio Andorra, un projecte impulsat per Trémoulet, atret pels avantatges fiscals i les poques traves burocràtiques que oferia el Principat d'Andorra i per la proximitat geogràfica a Tolosa. Les emissions, però, es van interrompre el 28 d’agost de 1939, amb motiu de l'esclat de la Segona Guerra Mundial.
No va ser fins al 1940 que l'emissora es va tornar a posar en funcionament. Tenint en compte que Ràdio Andorra emetia tant en castellà com en francès, Trémoulet va proposar a Abouly de ser el locutor en francès, mentre que Estanislau Puiggròs, copropietari de l'emissora, va oferir la locució espanyola a Maria Escrihuela. Així doncs, les emissions es van reprendre el 3 d’abril de 1940. Poc després, Escrihuela va renunciar, i es va contractar Victoria Zorzano per substituir-la.
L'any 1942 Abouly ja no treballava a l'emissora andorrana. El lloc de locutora francesa l'ocupava Nicole Pannetier.